# Xanthandrus agrolas
Xanthandrus agrolas är en tvåvingeart som först beskrevs av Walker 1849.  Xanthandrus agrolas ingår i släktet malblomflugor, och familjen blomflugor. Inga underarter finns listade i Catalogue of Life.